# Severinus Desiré Emanuels

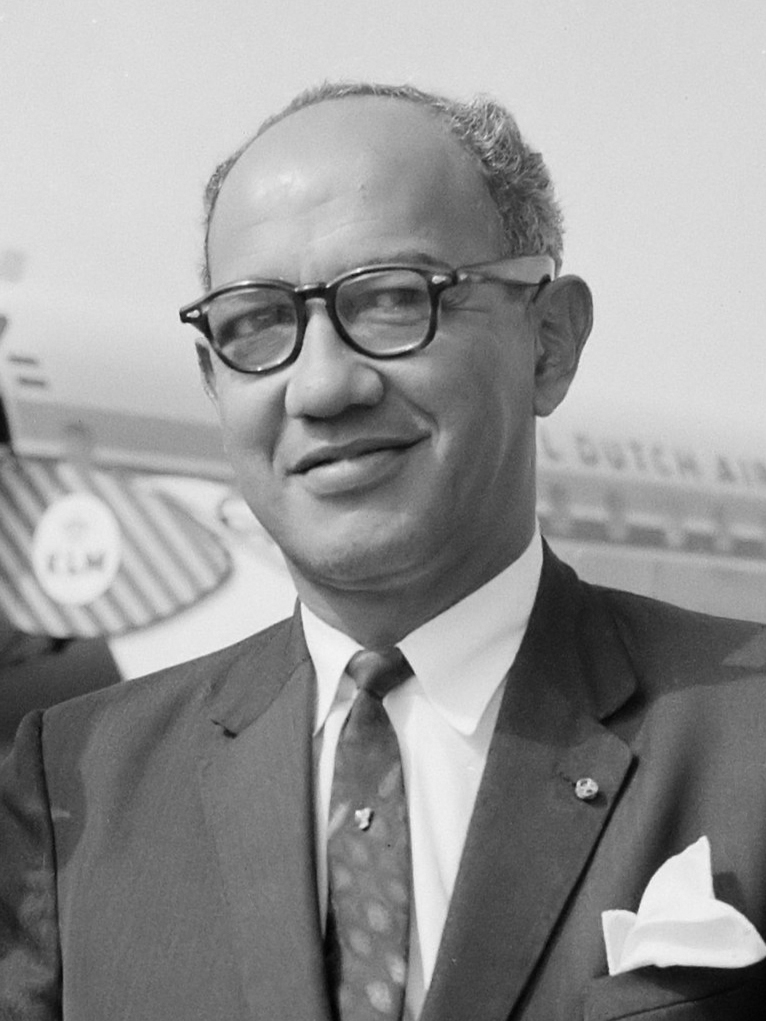
Severinus Desiré Emanuels (1962)

Severinus Desiré (Freek) Emanuels (Rotterdam, 27 februari 1910 – Den Haag, 27 augustus 1981) was een Nederlands-Surinaams politicus en diplomaat.
Aan de Rijksuniversiteit Utrecht behaalde hij een doctoraal in zowel de Rechten alsook Letteren en Wijsbegeerte. Van 1934 tot 1950 was hij werkzaam als rechterlijk ambtenaar in Nederlands-Indië, en later Indonesië. In 1948 was hij adviseur van de Federale Conferentie Bandoeng.
Nadat Jan Buiskool ontslag had genomen als premier van Suriname volgde in september 1952 een wijziging in de regeringsraad waarbij Alberga premier werd en Emanuels landsminister van Financiën. Ook na het overlijden van Alberga, waarna Archibald Currie premier werd, behield hij die portefeuille.
In de periode 1956 tot 1958 was hij ambassaderaad in Washington. Suriname werd diplomatiek vertegenwoordigd door Nederland, maar op voor Suriname belangrijke posten werd een Surinaamse diplomaat met de rang van Raad benoemd.
Na de Statenverkiezingen van 25 juni 1958 werd Emanuels premier en minister van Algemene Zaken en Binnenlandse Zaken. 
Van 14 juli 1958 tot en met 1 juni 1963 leidde hij het kabinet-Emanuels.
In 1962 nam Hemradj Shriemisier ontslag als minister van Justitie en Politie na een voor hem ongunstige uitspraak van het Hof van Justitie, waarna Emanuels tijdelijk 'Justitie en Politie' erbij nam.
Na zijn premierschap was hij nog een jaar Gevolmachtigd minister van Suriname in Nederland. Begin 1965 werd Emanuels pers- en cultureel attaché aan de Nederlandse ambassade in Mexico.
In 1968 werd Emanuels buitengewoon en gevolmachtigd ambassadeur in Trinidad en Tobago waarna hij die functie voor Barbados (in 1969) en Guyana (in 1970) erbij kreeg. In beide gevallen bleef de standplaats de hoofdstad van Trinidad en Tobago: Port of Spain.
Emanuels overleed in 1981 op 71-jarige leeftijd in Den Haag.